# Cuevas de Canelobre
Las cuevas de Canelobre están situadas en Busot, Alicante (España). A 23 km de la ciudad de Alicante y 50 km de Elche, y a 700 metros de altitud y en la falda septentrional del Cabezón de Oro. Dentro de la cueva hay una de las bóvedas más altas de España, de unos 70 m similar a la de una catedral. Durante su visita se pueden observar las formas caprichosas que han ido tomando las diferentes concreciones, similares a: candelabros, medusas, órganos y multitud de formas.

## Descripción
La sala visitable, las otras son para espeleología, es un espacio de más de 80 000 m³ al que se accede a través de un túnel abierto durante la guerra civil, empleado como refugio de la aviación republicana, de unos 45 m.
Dentro, la primera impresión es la altura de su bóveda a la que estamos a 1/3 del total de la sala. En ocasiones, sus condiciones acústicas y ambientales se aprovechan para espectáculos con la música como protagonista. La visita guiada desciende hasta un conjunto conocido como la "Sagrada Familia" en la que destaca la columna de más de 25 m. 
Más tarde en el centro de la sala se contempla la estalagmita llamada "El canelobre" (candelabro en valenciano) de más de 100 000 años de antigüedad, además se puede ver una gran colada que cubre prácticamente todo el lateral de la sala. Al bajar al fondo se aprecia toda la altura de la bóveda.
Se pueden apreciar bastantes ejemplos de espeleotemas en la cueva: estalactitas y estalagmitas, columna, medusas, coladas, gours, e incluso excéntricas.